# Ataque ao mercado de Maisky
Em 13 de junho de 2022, um ataque de artilharia atingiu um mercado em Donetsk, capital da autoproclamada República Popular de Donetsk, matando seis pessoas.
O ataque aconteceu no Mercado Maisky na parte central da cidade, iniciando um grande incêndio. A agência de notícias pró-russa de Donetsk afirmou que as munições usadas eram "munições de artilharia padrão da OTAN de calibre 155 mm". Seis civis foram mortos, incluindo uma criança, e pelo menos 22 ficaram feridos.
O República Popular de Donetsk acusou a Ucrânia de perpetrar o ataque de bombardeio, ao qual a Ucrânia ainda não respondeu. Autoridades separatistas locais disseram que o ataque ocorreu após uma suposta campanha de bombardeios na cidade pelas Forças Armadas Ucranianas, que também atingiu um hospital.